# Serie A 2007–08
Serie A 2007–08 (được gọi là Serie A TIM vì lý do tài trợ) là mùa giải thứ 106 của giải bóng đá hàng đầu Ý, mùa giải thứ 76 trong một giải đấu vòng tròn tính điểm. Giải đấu bắt đầu vào ngày 25 tháng 8 năm 2007 và kết thúc vào ngày 18 tháng 5 năm 2008. Internazionale đã bảo vệ thành công chức vô địch vào ngày cuối cùng của mùa giải, giành vị trí đầu tiên với 85 điểm, hơn AS Roma ba điểm.

## Sự kiện

### Điều traPlusvalenze
CO.VI.SOC. (Cơ quan giám sát tài chính bóng đá Ý) đang tiến hành điều tra tình hình tài chính của bốn câu lạc bộ Serie A (Internazionale, Milan, Sampdoria và Reggina) bị cáo buộc thổi phồng giá trị cầu thủ một cách sai sự thật — một hành vi được gọi là plusvalenze trong tiếng Ý — để đủ điều kiện tài chính tham gia Serie A 2005–06. Nếu những cáo buộc này là đúng, các hình phạt có thể dao động từ tiền phạt đến trừ điểm, xuống hạng Serie B và thậm chí là tước danh hiệu scudetto 2005–06 của Internazionale, danh hiệu đã bị tước khỏi Juventus do vụ bê bối Calciopoli trước khi được trao cho Internazionale.

### Người hâm mộ Lazio bị cảnh sát giết chết
Vào sáng ngày 11 tháng 11 năm 2007, một người hâm mộ Lazio 26 tuổi, Gabriele Sandri, một DJ đến từ Roma, đã bị bắn vào cổ khi đang ngồi trong xe, bởi một cảnh sát, sau khi một số người hâm mộ khác của Lazio tấn công dữ dội một nhóm người hâm mộ cuồng nhiệt của Juventus bằng đá tại trạm dịch vụ A1 Motorway của Badia al Pino ở Arezzo. Các báo cáo ban đầu cho rằng một viên đạn lạc từ một khẩu súng, được đặt để đánh lạc hướng nhóm người hâm mộ cuồng nhiệt, đã bắn trúng cổ người hâm mộ Lazio khi anh ta đang ngồi trong xe và giết chết anh ta. Một cuộc họp khẩn cấp được tổ chức giữa chủ tịch Lega Calcio Antonio Matarrese và cảnh sát trưởng Antonio Manganelli đã quyết định rằng trận đấu giữa Inter và Lazio sẽ bị hủy bỏ, nhưng các trận đấu còn lại sẽ diễn ra vào ngày hôm đó, bắt đầu muộn hơn một chút (khoảng 10 phút sau). Trận đấu Atalanta–Milan cuối cùng đã bị hoãn lại sau tình trạng bất ổn do những người quá khích địa phương cố gắng phá vỡ lớp kính bảo vệ để xâm nhập vào sân và dừng trận đấu. Vào buổi chiều muộn, Liên đoàn bóng đá Ý đã quyết định hoãn cả trận đấu giữa AS Roma và Cagliari, trận đấu được lên lịch bắt đầu lúc 8:30 tối tại sân vận động Olimpico, Roma. Tuy nhiên, điều này không ngăn được các cuộc bạo loạn dữ dội, vì hàng trăm kẻ côn đồ có vũ trang đã tấn công một doanh trại cảnh sát và trụ sở CONI (Ủy ban Olympic quốc gia Ý) tại Roma.
Mặc dù cái chết của Sandri sau đó được một số người cho là do một sai lầm bi thảm của một cảnh sát, người này tuyên bố rằng súng của mình đã nổ khi anh ta đang chạy. Sau đó, các công tố viên đã quyết định ban đầu mở một cuộc điều tra về tội ngộ sát đối với cảnh sát, tuy nhiên, phiên điều trần ban đầu đã tuyên bố rằng cái chết của Sandri là tội ngộ sát có chủ ý và cảnh sát liên quan (Luigi Spaccarotella) đã bị kết án 6 năm tù. Khi kháng cáo, tòa án cấp cao hơn không chỉ xác nhận phán quyết này mà còn tăng hình phạt lên 9 năm 4 tháng vì đã tìm thấy yếu tố cố ý.

### Vòng đấu cuối cùng
Chức vô địch đã được định đoạt trong vòng đấu cuối cùng, khi Inter, đội đã cố gắng giành được lợi thế thậm chí là 11 điểm so với đối thủ Roma vào giữa mùa giải, đã để mất gần như toàn bộ lợi thế đó trong những vòng cuối cùng, chỉ duy trì được lợi thế một điểm khi chỉ còn một trận đấu nữa. Trong vòng đấu cuối cùng, cả Inter và Roma đều được lên lịch chơi các trận đấu trên sân khách để đối đầu với các đội đang chiến đấu trụ hạng, lần lượt là Parma và Catania. Cả hai trận đấu đều bị cấm người hâm mộ Inter và Roma đến sân. Cuối cùng, Inter đã bảo vệ thành công scudetto với chiến thắng 2–0, với cả hai bàn thắng được ghi trong hiệp hai bởi Zlatan Ibrahimović, người đã bình phục chấn thương dài hạn kịp thời để chơi trận đấu, trong khi Roma chỉ có được trận hòa 1–1 tại sân vận động Angelo Massimino trước Catania của Walter Zenga, một kết quả giúp đội bóng Sicilia thoát khỏi nguy cơ xuống hạng với cái giá phải trả là Empoli và Parma.

## Các đội bóng

### Sân vận động
| Câu lạc bộ     | Thành phố       | Sân vận động                        | Sức chứa | Mùa 2006–2007   |
| -------------- | --------------- | ----------------------------------- | -------- | --------------- |
| Atalanta       | Bergamo         | Atleti Azzurri d'Italia             | 26.378   | thứ 8           |
| Cagliari       | Cagliari        | Sant'Elia                           | 23.486   | thứ 16          |
| Catania        | Catania         | Angelo Massimino                    | 23.420   | thứ 13          |
| Empoli         | Empoli          | Carlo Castellani                    | 19.795   | thứ 7           |
| Fiorentina     | Florence        | Artemio Franchi                     | 47.282   | thứ 6           |
| Genoa          | Genoa           | Luigi Ferraris                      | 36.685   | thứ 3 Serie B   |
| Internazionale | Milan           | San Siro                            | 82.955   | Vô địch         |
| Juventus       | Turin           | Sân vận động Delle Alpi             | 69.000   | Vô địch Serie B |
| Lazio          | Roma            | Olimpico                            | 82.307   | thứ 3           |
| Livorno        | Livorno         | Armando Picchi                      | 19.238   | thứ 11          |
| Milan          | Milan           | San Siro                            | 82.955   | thứ 4           |
| Napoli         | Napoli          | San Paolo                           | 60.240   | Á quân Serie B  |
| Palermo        | Palermo         | Renzo Barbera                       | 37.242   | thứ 5           |
| Parma          | Parma           | Ennio Tardini                       | 27.906   | thứ 12          |
| Reggina        | Reggio Calabria | Oreste Granillo                     | 27.454   | thứ 16          |
| Roma           | Roma            | Olimpico                            | 82.307   | Á quân          |
| Sampdoria      | Genoa           | Luigi Ferraris                      | 36.685   | thứ 9           |
| Siena          | Siena           | Artemio Franchi – Montepaschi Arena | 15.373   | thứ 15          |
| Torino         | Turin           | Olimpico di Torino                  | 27.168   | thứ 17          |
| Udinese        | Udine           | Friuli                              | 41.652   | thứ 10          |

### Nhân sự và tài trợ
| Đội            | Huấn luyện viên trưởng | Đội trưởng           | Nhà sản xuất trang phục | Nhà tài trợ áo đấu                        |
| -------------- | ---------------------- | -------------------- | ----------------------- | ----------------------------------------- |
| Atalanta       | Luigi Delneri          | Antonino Bernardini  | Errea                   | Sit In Sport, Daihatsu                    |
| Cagliari       | Davide Ballardini      | Diego López          | Umbro                   | Tiscali, Sky                              |
| Catania        | Silvio Baldini         | Davide Baiocco       | Legea                   | SP Energia Siciliana, Vùng Sicilia/Cesame |
| Empoli         | Alberto Malesani       | Ighli Vannucchi      | Asics                   | Navigare, Computer Gross                  |
| Fiorentina     | Cesare Prandelli       | Dario Dainelli       | Lotto                   | Toyota                                    |
| Genoa          | Gian Piero Gasperini   | Marco Rossi          | Errea                   | Eurobet                                   |
| Internazionale | Roberto Mancini        | Javier Zanetti       | Nike                    | Pirelli                                   |
| Juventus       | Claudio Ranieri        | Alessandro Del Piero | Nike                    | New Holland                               |
| Lazio          | Delio Rossi            | Luciano Zauri        | Puma                    | So.Spe/Edileuropa                         |
| Livorno        | Giancarlo Camolese     | David Balleri        | Asics                   | Gruppo Banca Carige, Mediaset Premium     |
| Milan          | Carlo Ancelotti        | Paolo Maldini        | Adidas                  | Bwin                                      |
| Napoli         | Edoardo Reja           | Paolo Cannavaro      | Diadora                 | Lete                                      |
| Palermo        | Francesco Guidolin     | Andrea Barzagli      | Lotto                   | Pramac                                    |
| Parma          | Domenico Di Carlo      | Luca Bucci           | Errea                   | Kome, Il Granchio                         |
| Reggina        | Nevio Orlandi          | Francesco Cozza      | Onze                    | Gicos, Regione Calabria                   |
| Roma           | Luciano Spalletti      | Francesco Totti      | Kappa                   | Wind                                      |
| Sampdoria      | Walter Mazzarri        | Sergio Volpi         | Kappa                   | Erg                                       |
| Siena          | Mario Beretta          | Enrico Chiesa        | Umbro                   | Banca Monte dei Paschi di Siena           |
| Torino         | Walter Novellino       | Gianluca Comotto     | Asics                   | Reale Mutua, Fratelli Beretta             |
| Udinese        | Pasquale Marino        | Giampiero Pinzi      | Lotto                   | Gaudì Jeans                               |

## Bảng xếp hạng
| VT | Đội                | ST | T  | H  | B  | BT | BB | HS  | Đ  | Giành quyền tham dự hoặc xuống hạng       |
| -- | ------------------ | -- | -- | -- | -- | -- | -- | --- | -- | ----------------------------------------- |
| 1  | Internazionale (C) | 38 | 25 | 10 | 3  | 69 | 26 | +43 | 85 | Tham dự vòng bảng Champions League        |
| 2  | AS Roma            | 38 | 24 | 10 | 4  | 72 | 37 | +35 | 82 | Tham dự vòng bảng Champions League        |
| 3  | Juventus           | 38 | 20 | 12 | 6  | 72 | 37 | +35 | 72 | Tham dự vòng loại thứ ba Champions League |
| 4  | Fiorentina         | 38 | 19 | 9  | 10 | 55 | 39 | +16 | 66 | Tham dự vòng loại thứ ba Champions League |
| 5  | Milan              | 38 | 18 | 10 | 10 | 66 | 38 | +28 | 64 | Tham dự vòng thứ nhất UEFA Cup            |
| 6  | Sampdoria          | 38 | 17 | 9  | 12 | 56 | 46 | +10 | 60 | Tham dự vòng thứ nhất UEFA Cup            |
| 7  | Udinese            | 38 | 16 | 9  | 13 | 48 | 53 | −5  | 57 | Tham dự vòng thứ nhất UEFA Cup            |
| 8  | Napoli             | 38 | 14 | 8  | 16 | 50 | 53 | −3  | 50 | Tham dự vòng ba Intertoto Cup             |
| 9  | Atalanta           | 38 | 12 | 12 | 14 | 52 | 56 | −4  | 48 |                                           |
| 10 | Genoa              | 38 | 13 | 9  | 16 | 44 | 52 | −8  | 48 |                                           |
| 11 | Palermo            | 38 | 12 | 11 | 15 | 47 | 57 | −10 | 47 |                                           |
| 12 | Lazio              | 38 | 11 | 13 | 14 | 47 | 51 | −4  | 46 |                                           |
| 13 | Siena              | 38 | 9  | 17 | 12 | 40 | 45 | −5  | 44 |                                           |
| 14 | Cagliari           | 38 | 11 | 9  | 18 | 40 | 56 | −16 | 42 |                                           |
| 15 | Torino             | 38 | 8  | 16 | 14 | 36 | 49 | −13 | 40 |                                           |
| 16 | Reggina            | 38 | 9  | 13 | 16 | 37 | 56 | −19 | 40 |                                           |
| 17 | Catania            | 38 | 8  | 13 | 17 | 33 | 45 | −12 | 37 |                                           |
| 18 | Empoli (R)         | 38 | 9  | 9  | 20 | 29 | 52 | −23 | 36 | Xuống hạng Serie B                        |
| 19 | Parma (R)          | 38 | 7  | 13 | 18 | 42 | 62 | −20 | 34 | Xuống hạng Serie B                        |
| 20 | Livorno (R)        | 38 | 6  | 12 | 20 | 35 | 60 | −25 | 30 | Xuống hạng Serie B                        |

1. ↑  Đội xếp thứ 7 giành quyền tham dự Cúp UEFA vì cả hai đội vào chung kết Coppa Italia là AS Roma và Internazionale đều xếp thứ 6 trở lên.
2. 1 2  Atalanta finished ahead of Genoa on head-to-head points: Genoa 2-1 Atalanta, Atalanta 2-0 Genoa.
3. ↑  Cagliari bị trừ 3 điểm vì nộp đơn kiện trái phép, nhưng sau đó hình phạt đã được hủy bỏ.
4. 1 2  Atalanta xếp trên Genoa về điểm đối đầu: Torino 2-2 Reggina, Reggina 1–3 Torino.

## Kết quả
| Nhà \ Khách    | ATA | CAG | CTN | EMP | FIO | GEN | INT | JUV | LAZ | LIV | MIL | NAP | PAL | PAR | REG | ROM | SAM | SIE | TOR | UDI |
| -------------- | --- | --- | --- | --- | --- | --- | --- | --- | --- | --- | --- | --- | --- | --- | --- | --- | --- | --- | --- | --- |
| Atalanta       |     | 2–2 | 0–0 | 4–1 | 2–2 | 2–0 | 0–2 | 0–4 | 2–1 | 3–2 | 2–1 | 5–1 | 1–3 | 2–0 | 2–2 | 1–2 | 4–1 | 2–2 | 2–2 | 0–0 |
| Cagliari       | 1–0 |     | 1–1 | 2–0 | 2–1 | 2–1 | 0–2 | 2–3 | 1–0 | 0–0 | 1–2 | 2–1 | 0–1 | 1–1 | 2–2 | 1–1 | 0–3 | 1–0 | 3–0 | 0–1 |
| Catania        | 1–2 | 2–1 |     | 1–0 | 0–1 | 0–0 | 0–2 | 1–1 | 1–0 | 1–0 | 1–1 | 3–0 | 3–1 | 0–0 | 1–2 | 1–1 | 2–0 | 0–0 | 1–2 | 2–0 |
| Empoli         | 0–1 | 4–1 | 2–0 |     | 0–2 | 1–1 | 0–2 | 0–0 | 1–0 | 2–1 | 1–3 | 0–0 | 3–1 | 1–1 | 1–1 | 2–2 | 0–2 | 0–2 | 0–0 | 0–1 |
| Fiorentina     | 2–2 | 5–1 | 2–1 | 3–1 |     | 3–1 | 0–2 | 1–1 | 1–0 | 1–0 | 0–1 | 1–0 | 1–0 | 3–1 | 2–0 | 2–2 | 2–2 | 3–0 | 2–1 | 1–2 |
| Genoa          | 2–1 | 2–0 | 2–1 | 0–1 | 0–0 |     | 1–1 | 0–2 | 0–2 | 1–1 | 0–3 | 2–0 | 3–3 | 1–0 | 2–0 | 0–1 | 0–1 | 1–3 | 3–0 | 3–2 |
| Internazionale | 2–1 | 2–1 | 2–0 | 1–0 | 2–0 | 4–1 |     | 1–2 | 3–0 | 2–0 | 2–1 | 2–1 | 2–1 | 3–2 | 2–0 | 1–1 | 3–0 | 2–2 | 4–0 | 1–1 |
| Juventus       | 1–0 | 1–1 | 1–1 | 3–0 | 2–3 | 1–0 | 1–1 |     | 5–2 | 5–1 | 3–2 | 1–0 | 5–0 | 3–0 | 4–0 | 1–0 | 0–0 | 2–0 | 0–0 | 0–1 |
| Lazio          | 3–0 | 3–1 | 2–0 | 0–0 | 0–1 | 1–2 | 1–1 | 2–3 |     | 2–0 | 1–5 | 2–1 | 1–2 | 1–0 | 1–0 | 3–2 | 2–1 | 1–1 | 2–2 | 0–1 |
| Livorno        | 1–1 | 1–2 | 1–0 | 1–0 | 0–3 | 1–1 | 2–2 | 1–3 | 0–1 |     | 1–4 | 1–2 | 2–4 | 1–1 | 1–1 | 1–1 | 3–1 | 0–0 | 0–1 | 0–0 |
| Milan          | 1–2 | 3–1 | 1–1 | 0–1 | 1–1 | 2–0 | 2–1 | 0–0 | 1–1 | 1–1 |     | 5–2 | 2–1 | 1–1 | 5–1 | 0–1 | 1–2 | 1–0 | 0–0 | 4–1 |
| Napoli         | 2–0 | 0–2 | 2–0 | 1–3 | 2–0 | 1–2 | 1–0 | 3–1 | 2–2 | 1–0 | 3–1 |     | 1–0 | 1–0 | 1–1 | 0–2 | 2–0 | 0–0 | 1–1 | 3–1 |
| Palermo        | 0–0 | 2–1 | 1–0 | 2–0 | 2–0 | 2–3 | 0–0 | 3–2 | 2–2 | 1–0 | 2–1 | 2–1 |     | 1–1 | 1–1 | 0–2 | 0–2 | 2–3 | 1–1 | 1–1 |
| Parma          | 2–3 | 1–1 | 2–2 | 1–0 | 1–2 | 1–0 | 0–2 | 2–2 | 2–2 | 3–2 | 0–0 | 1–2 | 2–1 |     | 3–0 | 0–3 | 1–2 | 2–2 | 2–0 | 2–0 |
| Reggina        | 1–1 | 2–0 | 3–1 | 2–0 | 0–0 | 2–0 | 0–1 | 2–1 | 1–1 | 1–3 | 0–1 | 1–1 | 0–0 | 2–1 |     | 0–2 | 1–0 | 4–0 | 1–3 | 1–3 |
| Roma           | 2–1 | 2–0 | 2–0 | 2–1 | 1–0 | 3–2 | 1–4 | 2–2 | 3–2 | 1–1 | 2–1 | 4–4 | 1–0 | 4–0 | 2–0 |     | 2–0 | 3–0 | 4–1 | 2–1 |
| Sampdoria      | 3–0 | 1–1 | 3–1 | 3–0 | 2–2 | 0–0 | 1–1 | 3–3 | 0–0 | 2–0 | 0–5 | 2–0 | 3–0 | 3–0 | 3–0 | 0–3 |     | 1–0 | 2–2 | 3–0 |
| Siena          | 1–1 | 1–0 | 1–1 | 3–0 | 1–0 | 0–1 | 2–3 | 1–0 | 1–1 | 2–3 | 1–1 | 1–1 | 2–2 | 2–0 | 0–0 | 3–0 | 1–2 |     | 0–0 | 1–1 |
| Torino         | 1–0 | 2–0 | 1–1 | 0–1 | 0–1 | 1–1 | 0–1 | 0–1 | 0–0 | 1–2 | 0–1 | 2–1 | 3–1 | 4–4 | 2–2 | 0–0 | 1–0 | 1–1 |     | 0–1 |
| Udinese        | 2–0 | 0–2 | 2–1 | 2–2 | 3–1 | 3–5 | 0–0 | 1–2 | 2–2 | 2–0 | 0–1 | 0–5 | 1–1 | 2–1 | 2–0 | 1–3 | 3–2 | 2–0 | 2–1 |     |

## Thống kê

### Ghi bàn hàng đầu
| Hạng | Cầu thủ              | Câu lạc bộ     | Bàn thắng |
| ---- | -------------------- | -------------- | --------- |
| 1    | Alessandro Del Piero | Juventus       | 21        |
| 2    | David Trezeguet      | Juventus       | 20        |
| 3    | Marco Borriello      | Genoa          | 19        |
| 4    | Antonio Di Natale    | Udinese        | 17        |
| 4    | Zlatan Ibrahimović   | Internazionale | 17        |
| 4    | Adrian Mutu          | Fiorentina     | 17        |
| 7    | Amauri               | Palermo        | 15        |
| 7    | Kaká                 | Milan          | 15        |
| 9    | Goran Pandev         | Lazio          | 14        |
| 9    | Tommaso Rocchi       | Lazio          | 14        |
| 9    | Francesco Totti      | Roma           | 14        |